# Rajd Niemiec 1994
Rajd Niemiec 1994 (13. ADAC Rallye Deutschland) – 13 edycja rajdu samochodowego Rajd Niemiec rozgrywanego w Niemczech. Rozgrywany był od 7 do 9 lipca 1994 roku. Była to trzydziesta runda Rajdowych Mistrzostw Europy w roku 1994 (rajd miał najwyższy współczynnik - 20) i trzecia runda Rajdowych Mistrzostw Niemiec.

## Klasyfikacja rajdu
| Miejsce                         | Kierowca                     | Pilot                        | Samochód                     | Czas                         | Strata                       |                              |
| Klasyfikacja generalna i ERC    | Klasyfikacja generalna i ERC | Klasyfikacja generalna i ERC | Klasyfikacja generalna i ERC | Klasyfikacja generalna i ERC | Klasyfikacja generalna i ERC | Klasyfikacja generalna i ERC |
| ------------------------------- | ---------------------------- | ---------------------------- | ---------------------------- | ---------------------------- | ---------------------------- | ---------------------------- |
| 1.                              | Dieter Depping               | Peter Thul                   | Ford Escort RS Cosworth      | 3:04:05                      | 0.0                          |                              |
| 2.                              | Peter van Merksteijn sn.     | Hans van Beek                | Ford Escort RS Cosworth      | 3:08:17                      | +4:12                        |                              |
| 3.                              | Bert de Jong                 | Ton Hillen                   | Ford Escort RS Cosworth      | 3:08:55                      | +4:50                        |                              |
| 4.                              | Eddy van den Hoorn           | Johan Findhammer             | Ford Escort RS Cosworth      | 3:09:20                      | +5:15                        |                              |
| 5.                              | Stefan Schlesack             | Jörg Ramme                   | Ford Escort RS Cosworth      | 3:11:37                      | +7:32                        |                              |
| 6.                              | Matthias Moosleitner         | Helmut Entress               | Ford Escort RS Cosworth      | 3:12:49                      | +8:44                        |                              |
| 7.                              | Hermann Gassner sen.         | Siegfried Schrankl           | Mitsubishi Lancer Evo II     | 3:15:27                      | +11:22                       |                              |
| 8.                              | Nikolai Burkart              | Detlef Schaller              | Ford Escort RS Cosworth      | 3:16:18                      | +12:13                       |                              |
| 9.                              | Piergiorgio Bedini           | Raffaele Caliro              | Ford Escort RS Cosworth      | 3:22:40                      | +18:35                       |                              |
| 10.                             | Claus Aulenbacher            | Detlef Ruf                   | Subaru Impreza               | 3:25:00                      | +20:55                       |                              |
| Klasyfikacja mistrzostw Niemiec |                              |                              |                              |                              |                              |                              |
| 1.                              | Dieter Depping               | Peter Thul                   | Ford Escort RS Cosworth      | 3:04:05                      | 0.0                          |                              |
| 2.                              | Stefan Schlesack             | Jörg Ramme                   | Ford Escort RS Cosworth      | 3:11:37                      | +7:32                        |                              |
| 3.                              | Matthias Moosleitner         | Helmut Entress               | Ford Escort RS Cosworth      | 3:12:49                      | +8:44                        |                              |
| 4.                              | Hermann Gassner sen.         | Siegfried Schrankl           | Mitsubishi Lancer Evo II     | 3:15:27                      | +11:22                       |                              |
| 5.                              | Nikolai Burkart              | Detlef Schaller              | Ford Escort RS Cosworth      | 3:16:18                      | +12:13                       |                              |
| 6.                              | Claus Aulenbacher            | Detlef Ruf                   | Subaru Impreza               | 3:25:00                      | +20:55                       |                              |